# Test Drive (travhäst)
Test Drive, född 6 maj 2013 på Tillinge-Åby i Enköping i Uppsala län, är en svensk varmblodig travhäst. Han tränas och körs av Erik Berglöf sedan 2019. Tidigare tränades han av sin uppfödare och ägare Stefan Melander.
Test Drive började tävla i maj 2016. Han tog sin första seger i den sjunde starten. Han har till januari 2020 sprungit in 1,7 miljoner kronor på 57 starter varav 6 segrar, 6 andraplatser och 6 tredjeplatser. Han har tagit karriärens hittills största segrar i Klass II-final (2016) och Klass I-final (2017). Han har även kommit på fjärdeplats i Svenskt Travderby (2017).